# Marracos
Marracos es una localidad y municipio español de la comarca aragonesa de las Cinco Villas, al noroeste de la provincia de Zaragoza.

## Historia
En el año 1097, el rey Pedro I cedió al monasterio femenino de Santa Cruz de la Serós, en el pueblo de dicho nombre, diversos bienes en Marracos.
En mayo de 1837, pasó por la localidad la llamada Expedición Real del pretendiente carlista Carlos María Isidro de Borbón, durante la primera guerra carlista.
En 1845 pasó a integrarse en el término municipal de Piedratajada. No alcanzó su separación de Piedratajada hasta el 27 de junio de 1988, pasando a ser el municipio número 730 de Aragón.

## Demografía
Marracos cuenta con una población de 85 habitantes (INE 2024).
| Gráfica de evolución demográfica de Marracos entre 1842 y 2021 |
| |
| Población de derecho según los censos de población del INE Población de hecho según los censos de población del INEEntre el censo de 2001 y el anterior, aparece este municipio porque se segrega del municipio 50207 (Piedratajada) Entre el censo de 1857 y el anterior, este municipio desaparece porque se integra en el municipio 50207 (Piedratajada) |

Datos demográficos de Marracos. Entre el censo de 1857 y el de 1842, Marracos desaparece como municipio integrándose en el municipio de Piedratajada. Aparece nuevamente como municipio independiente en el censo de 2001.

## Administración y política
| Período   | Alcalde                | Partido |  |
| --------- | ---------------------- | ------- |  |
| 1979-1983 |                        |         |  |
| 1983-1987 |                        |         |  |
| 1987-1991 |                        |         |  |
| 1991-1995 |                        |         |  |
| 1995-1999 | José Otal              | PP      |  |
| 1999-2003 | José Otal              | PP      |  |
| 2003-2007 | José Otal              | PP      |  |
| 2007-2011 | Eduardo López Torralba | PP      |  |
| 2011-2015 | Eduardo López Torralba | PP      |  |
| 2015-2019 | Eduardo López Torralba | PP      |  |

| Partido político    | Partido político                                   | 2003   | 2007   | 2011   | 2015   |
| Partido político    | Partido político                                   | Ediles | Ediles | Ediles | Ediles |
|                     | Partido Popular de Aragón (PP)                     | 4      | 4      | 2      | 2      |
|                     | Partido de los Socialistas de Aragón (PSOE-Aragón) | —      | 1      | 1      | 1      |
|                     | Partido Aragonés (PAR)                             | 1      | —      | —      | —      |
| Total de concejales | Total de concejales                                | 5      | 5      | 3      | 3      |

## Patrimonio arquitectónico
- Iglesia parroquial de Santa Catalina, con partes románicas y góticas. De planta románica, fue reconstruida de acuerdo con cánones góticos tras ser alcanzada por un rayo.[10]

## Medio ambiente
En su término se incluye el Salto del Lobo, central hidroeléctrica sobre el río Gállego, inaugurada en 1904.

## Personajes
- Luis Aísa Marín, boxeador, campeón de España.[3]

## Fiestas
- 22 de mayo: Santa Quiteria.
- 25 de noviembre: Santa Catalina.